# Tian Yuan (actrice)
Tian Yuan est une actrice, romancière et photographe chinoise, née le 30 mars 1985 à Wuhan dans la province du Hubei en Chine.

## Filmographie
- 2004 : Butterfly : Yip
- 2005 : Curse of Lola : Tian
- 2006 : Voiture de luxe : Yanhong Li
- 2006 : Young and Clueless : Xi'er
- 2006 : August Story : Yuk-yi
- 2007 : Une famille chinoise
- 2007 : Women de shi nian
- 2008 : Shanghai Trance
- 2008 : Happy Funeral : Kay
- 2009 : Gao Xing